# Nederlands Volksherstel
De stichting Nederlands Volksherstel (NVH; 1944-1948) was een overkoepelende hulpverleningsorganisatie die zich richtte op de "bevordering van de geestelijke en lichamelijke wederopheffing" van Nederlanders die als gevolg van de Tweede Wereldoorlog in nood verkeerden.

## Geschiedenis
In november 1944 liet het College van Vertrouwensmannen per telegram aan de Nederlandse regering in Londen weten dat er een algemene hulpverleningsorganisatie was samengesteld. De organisatie kreeg de naam Nederlands Volksherstel en werd op 9 juli 1945 formeel opgericht. Het samenwerkingsverband bestond uit diverse sociaal-charitatieve organisaties en verzetsorganisaties, waaronder het Nederlandse Rode Kruis, de Federatie van Instellingen voor de Ongehuwde Moeder en haar kind, het Interkerkelijk Overleg, het Nationaal Fonds voor Bijzondere Noden, het Christelijk Nationaal Vakverbond, de Landelijke Organisatie voor Hulp aan Onderduikers en het Nationaal Steun Fonds. Er werden lokale en provinciale afdelingen van Volksherstel opgericht.

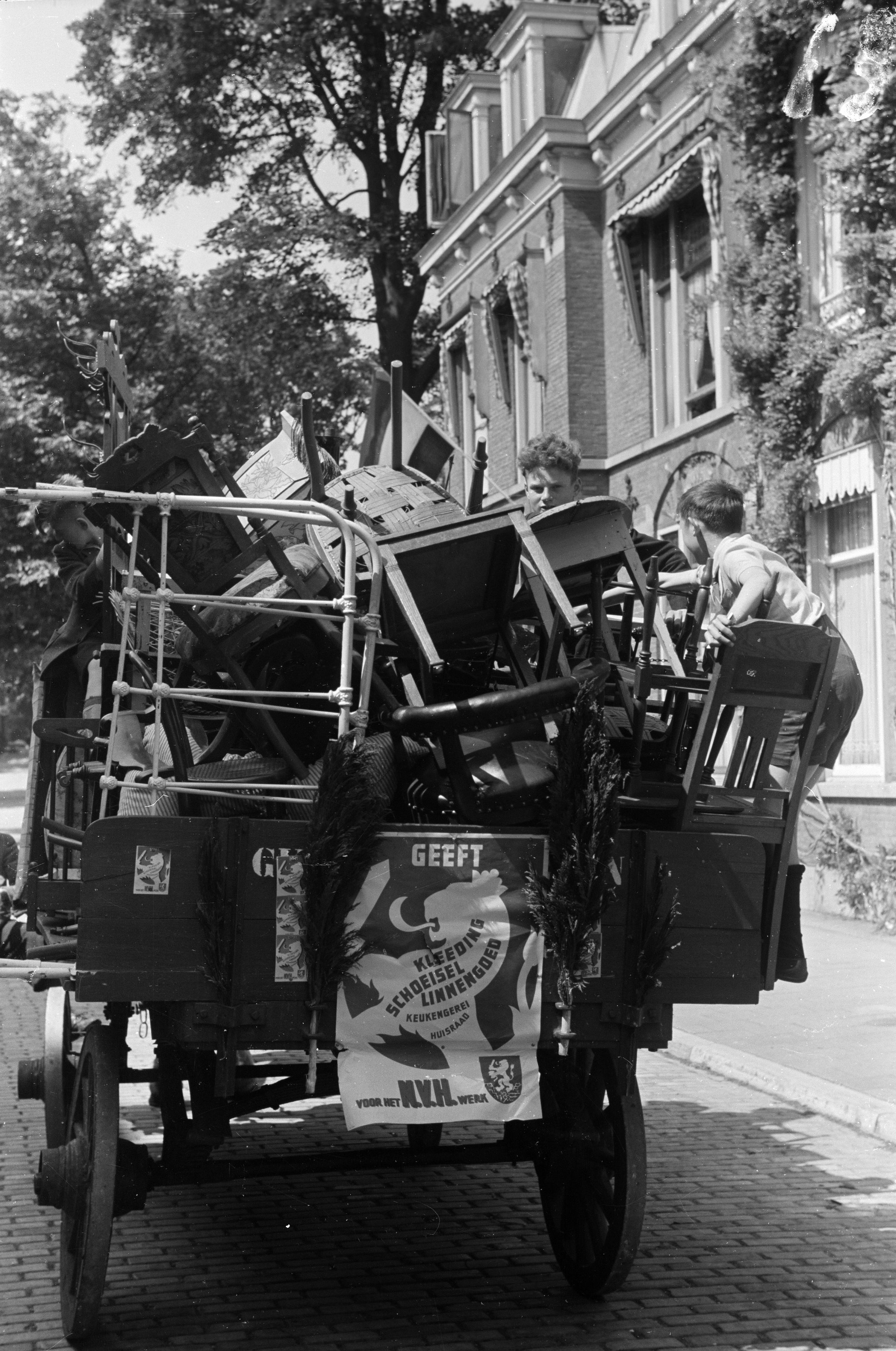
Een paardenkar met opgehaalde meubelen (foto Menno Huizinga)

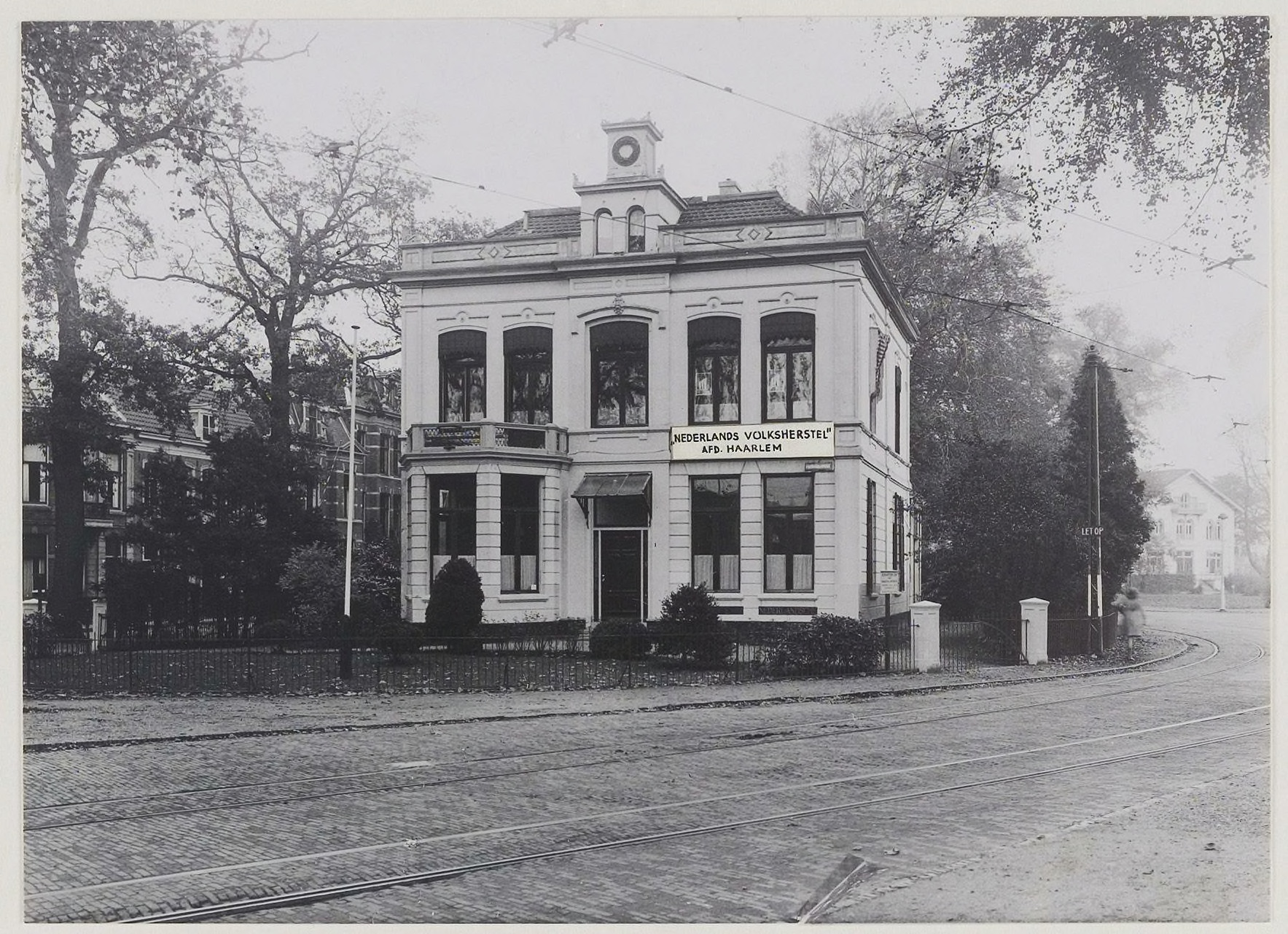
Bureau Nederlands Volksherstel te Haarlem, Frederikspark

Aan het hoofd van de stichting stond een Bestuursraad, met prinses Juliana als voorzitter. De bestuursraad werd verder gevormd door de voorzitter van de Raad van Beheer en vertegenwoordigers van de deelnemende organisaties. Het feitelijk bestuur lag bij de Raad van Beheer, die bestond uit minstens zeven leden vanuit de Bestuursraad. Eerste voorzitter was mr. Emile Menten, regeringscommissaris voor Nederlands Volksherstel.
Doel
Doelstelling van de organisatie was "De bevordering van de geestelijke en lichamelijke wederopheffing van het door het oorlogsgebeuren in nood verkeerend deel van het Nederlandsche Volk". Een gezond gezinsleven werd van belang geacht als basis voor herstel in sociaal en economisch opzicht. Volksherstel wilde dit bereiken door onder meer de samenwerking tussen de deelnemende organisaties te bevorderen, advies te geven aan deze organisaties, geld en goederen in te zamelen en initiatieven te ontplooien of te steunen die bijdroegen aan het doel. Volksherstel miste echter gezag, er was bovendien een gebrek aan financiën (overheidssteun) en een goede organisatiestructuur. Mede door conflicterende belangen kon de organisatie slechts een bescheiden coördinerende taak vervullen.
Opheffing
In oktober 1947 werd besloten de stichting te liquideren. In maart 1948 vond in Utrecht de laatste vergadering plaats, waarbij het woord werd gevoerd door onder anderen Martina Tjeenk Willink, secretaris-generaal van de bestuursraad, en prinses Juliana het voorzitterschap bekleedde. De activa van de stichting werden overgedragen aan de Nederlandse Vereniging voor Maatschappelijk Werk, die ook min of meer de rol van Volksherstel overnam.

## Deelnemende organisaties
- Aartsbisschoppelijke Hulpactie
- Bond van Sociaal Democratische Vrouwenclubs
- Centraal Bond voor Inwendige Zending der Christelijke Philantropische Inrichtingen
- Christelijk Nationaal Vakverbond
- Christen Vrouwenbond
- Commissaris-Generaal voor de Parochiale Armbesturen
- Commissie inzake Huishoudelijke Voorlichting en Gezinsleiding
- Conferentie van Gereformeerde Diaconieën
- Eenheidsvakbeweging
- Federatie van Christelijke Vereenigingen van en voor vrouwen en meisjes
- Federatie van Diaconieën in de Nederlandsche Hervormde Kerk
- Federatie van Instellingen voor de Ongehuwde Moeder en haar kind
- Federatie van Roomsch-Katholieke Vrouwenbonden
- Groene Kruis
- Interkerkelijk Overleg
- Koninklijke Nationale Vereeniging tot Steun aan Miliciens
- Landelijke Organisatie voor Hulp aan Onderduikers en diverse andere groepen van de illegaliteit
- Leger des Heils
- Nationaal Fonds voor Bijzondere Noden
- Nationaal Steun Fonds
- Nationale Commissie tot Uitzending van Nederlandsche Kinderen 1945
- Nationale Federatie voor de Geestelijke Volksgezondheid
- Nationale Hulpactie Roode Kruis
- Nederlandsche Bond tot Kinderbescherming
- Nederlandsche Bond van Boerinnen en andere plattelandsvrouwen
- Nederlandsche Centrale Vereeniging tot Bestrijding der Tuberculose
- Nederlands Verbond van Vakverenigingen
- Nederlandsche Vereeniging tot bevordering van den arbeid voor Onvolwaardige Arbeidskrachten (A.V.O.)
- Rode Kruis
- Rooms-Katholiek Werkliedenverbond
- Stichting Het Nationaal Instituut
- Stichting Huishoudelijke Voorlichting en Gezinsleiding
- Stichting Nederlandsche Jeugdgemeenschap
- Stichting van de Arbeid
- Unie van Vrouwelijke Vrijwilligers
- Vereeniging van den H. Vincentius van Paulo in Nederland
- Vereeniging van Reclasseeringsinstellingen
- Vereeniging van Secretarissen van Armenraden
- Vereeniging van Secretarissen van Voogdijraden
- Vereeniging van Directeuren van Maatschappelijk Hulpbetoon
- Wit-Gele Kruis